# Benbowia
Benbowia is een geslacht van vlinders van de familie tandvlinders (Notodontidae).

## Soorten
- B. callista Schintlmeister, 1997
- B. camilla Schintlmeister, 1997
- B. dudgeoni Kiriakoff, 1967
- B. orientalis Schintlmeister, 1993
- B. virescens Moore, 1879